# Cneu Pompeu Ferox Liciniano
Cneu Pompeu Ferox Liciniano (em latim: Gnaeus Pompeius Ferox Licinianus) foi um senador romano nomeado cônsul sufecto para o nundínio de setembro a outubro de 98 com Caio Pompônio Rufo Acílio Prisco Célio Esparso.